# 나카오 다카요시
나카오 다카요시(일본어: 中尾 孝義, 1956년 2월 16일 ~ )는 일본의 전 프로 야구 선수이자 야구 지도자이다.

## 인물

### 선수 시절
효고현 출신으로 다키가와 고등학교와 센슈 대학을 졸업하고 사회인 야구 팀인 프린스 호텔을 거쳐 1980년 프로 야구 드래프트 1순위로 주니치 드래건스에 입단했다. 당시 주니치의 간판 포수였던 기마타 다쓰히코와의 포지션을 놓고 경쟁하여 주목을 받았는데 1982년에는 기마타를 대신해서 팀내 간판 포수가 되었다. 같은 해 팀은 리그 우승을 제패하면서 동시에 시즌 MVP에 선정되었다.
1988년 당시 호시노 센이치 감독의 방침에 따라 외야수로 변경되었지만 나카오는 포수로 계속 뛰겠다고 천명해 시즌 종료 후 포수의 강화를 목표로 하는 요미우리 자이언츠가 획득할 움직임을 보여 니시모토 다카시, 가모가와 시게하루와 함께 맞트레이드로 요미우리로 이적했다. 요미우리는 야마쿠라 가즈히로의 부상에 따른 노쇠화에다가 무라타 신이치의 성장이 더뎌 즉시전력감 포수가 필요하게 되었다.
1989년에 포수로 복귀한 나카오는 센트럴 리그 MVP 수상을 경험한 야마쿠라 가즈히로로부터 포수의 자리를 뺏는 등 타격에서는 이미 하향세였으나 사이토 마사키, 구와타 마스미, 마키하라 히로미와 함께 호흡을 잘 맞춰서 팀의 일본 시리즈 우승에 기여하여 컴백상을 수상하는 영광을 안게 되었다. 1992년 시즌 도중 오쿠보 히로모토와의 맞트레이드로 세이부 라이온스로 이적하여 1993년 일본 시리즈 2차전을 마지막으로 선수 생활을 마감했으며 세이부 재적 당시  사와무라의 영향 탓인지 투수들이 선호하는 등번호인 14번을 착용했으나 그 이후 일본 프로야구 14번 포수는 명맥이 끊겼다.

그가 소속한 3개 구단 모두 일본 시리즈 출전을 완수했는데 3개 구단으로부터의 출전은 와코 도모오(다이마이·한신·히로시마), 나가오 야스노리(야쿠르트·긴테쓰·한신), 오미야 다쓰오(닛폰햄·주니치·세이부), 아와노 히데유키(긴테쓰·요미우리·요코하마), 구도 기미야스(세이부·다이에·요미우리), 나카지마 사토시(오릭스·세이부·닛폰햄) 등과 대등한 최다 타이 기록이다. 이 중 오미야와는 1988년에 같은 팀에서 출전했고, 아와노와는 1989년에 대전한 경험이 있다. 마지막에 소속한 세이부에서는 이토 쓰토무가 팀내 간판 포수로 군림하고 있어 출전 기회는 거의 없었지만 1993년 2차전에서는 이토의 대타로 출전했다. 이것이 세이부 시절의 유일한 일본 시리즈의 출전 경기이며 이 경기의 출전에 의해 3개 구단으로부터의 일본 시리즈 출전 기록을 달성할 수 있었다.

### 그 후
1994년에는 세이부 라이온스 편성 담당, 1995년에는 세이부 2군 타격 코치 겸 배터리 코치, 1996년에는 세이부 1군 배터리 코치, 1997년부터 1998년까지 세이부에서 2군 배터리 코치를 역임했고 1999년에는 대만 프로 야구 팀인 싼샹 타이거스에서 코치를 맡았다. 2000년 ~ 2001년에는 쇼난 시렉스(요코하마 베이스타스의 2군)의 배터리 코치, 2002년 ~ 2003년까지 오릭스 블루웨이브의 배터리 코치와 수석 코치(2002년은 2군 감독 겸 타격 코치)를 맡았지만 오릭스의 1군 수석 코치 겸 배터리 코치를 맡고 있던 2003년 6월 8일 경에 시즌 도중 코치직에서 물러났다. 당시 오릭스의 구단 본부장인 야노 기요시는 나카오 코치의 해임에 대해 “성적 부진이 직접적인 원인이 아니라 수석 코치로서의 역할을 이루지 못했다”라고 말했다.
오릭스 코치직에서 해임된 후인 2004년에 한신 타이거스의 2군 타격 코치를 맡으면서 한신의 유니폼을 처음으로 입었을 때 “한 번 이 유니폼을 입어 보고 싶었다”라고 감격해 했다. 2005년 ~ 2006년에는 2군 배터리 코치를 맡았고 현재는 한신 타이거스의 스카우터로 활동하고 있다.

## 상세 정보

### 출신 학교
- 다키가와 고등학교
- 센슈 대학

### 선수 경력
사회인 시대
- 프린스 호텔

프로팀 경력
- 주니치 드래건스(1981년 ~ 1988년)
- 요미우리 자이언츠(1989년 ~ 1992년)
- 세이부 라이온스(1992년 ~ 1993년)

### 지도자 경력
- 세이부 라이온스 2군 타격 코치 겸 배터리 코치(1995년)
- 세이부 라이온스 1군 배터리 코치(1996년)
- 세이부 라이온스 2군 배터리 코치(1997년 ~ 1998년)
- 싼샹 타이거스 코치(1999년)
- 쇼난 시렉스 배터리 코치(2000년 ~ 2001년)
- 오릭스 블루웨이브 2군 감독 겸 타격 코치(2002년)
- 오릭스 블루웨이브 1군 수석 코치 겸 배터리 코치(2003년)
- 한신 타이거스 2군 타격 코치(2004년)
- 한신 타이거스 2군 배터리 코치(2005년 ~ 2006년)

### 수상·타이틀 경력
- MVP : 1회(1982년)
- 베스트 나인 : 2회(1982년, 1989년)
- 골든 글러브상 : 2회(1982년, 1989년)
- 일본 시리즈 우수 선수상 : 1회(1982년)
- 컴백상(1989년)

### 개인 기록

#### 첫 기록
- 첫 출장 : 1981년 4월 4일, 대 요미우리 자이언츠 1차전(고라쿠엔 구장)
- 첫 선발 출장 : 1981년 4월 5일, 대 요미우리 자이언츠 2차전(고라쿠엔 구장)
- 첫 안타 : 상동.
- 첫 타점 : 1981년 4월 8일, 대 야쿠르트 스왈로스 2차전(나고야 구장)
- 첫 홈런 : 1981년 4월 21일, 대 한신 타이거스 3차전(나고야 구장)

#### 기록 달성 경력
- 통산 100홈런 : 1990년 5월 16일, 대 야쿠르트 스왈로스 7차전(헤이와다이 야구장) ※역대 159번째.

#### 기타
- 올스타전 출장 : 3회(1982년, 1984년, 1989년)

### 등번호
- 9(1981년 ~ 1988년)
- 22(1989년 ~ 1992년 시즌 도중)
- 14(1992년 시즌 도중 ~ 1993년)
- 75(1995년 ~ 1998년, 2000년 ~ 2003년)
- 79(2004년 ~ 2006년)

### 연도별 타격 성적
| 연 도       | 소 속       | 경 기 | 타 석 | 타 수 | 득 점 | 안 타 | 2 루 타 | 3 루 타 | 홈 런 | 루 타 | 타 점 | 도 루 | 도 루 자 | 희 생 번 | 희 생 플 | 볼 넷 | 고 4 | 사 구 | 삼 진 | 병 살 타 | 타 율 | 출 루 율 | 장 타 율 | O P S |
| ----------- | ----------- | ----- | ----- | ----- | ----- | ----- | ------- | ------- | ----- | ----- | ----- | ----- | -------- | -------- | -------- | ----- | ---- | ----- | ----- | -------- | ----- | -------- | -------- | ----- |
| 1981년      | 주니치      | 116   | 319   | 288   | 37    | 70    | 11      | 2       | 5     | 100   | 26    | 7     | 6        | 9        | 3        | 19    | 2    | 0     | 52    | 10       | .243  | .287     | .347     | .634  |
| 1982년      | 주니치      | 119   | 434   | 394   | 47    | 111   | 12      | 2       | 18    | 181   | 47    | 7     | 2        | 6        | 6        | 28    | 7    | 0     | 61    | 3        | .282  | .325     | .459     | .784  |
| 1983년      | 주니치      | 92    | 301   | 262   | 36    | 64    | 8       | 0       | 16    | 120   | 43    | 4     | 2        | 7        | 2        | 29    | 13   | 1     | 40    | 10       | .244  | .320     | .458     | .778  |
| 1984년      | 주니치      | 76    | 237   | 208   | 35    | 67    | 14      | 1       | 12    | 119   | 35    | 5     | 1        | 6        | 1        | 22    | 4    | 0     | 35    | 1        | .322  | .385     | .572     | .957  |
| 1985년      | 주니치      | 72    | 227   | 208   | 31    | 59    | 9       | 1       | 11    | 103   | 29    | 3     | 1        | 1        | 0        | 17    | 5    | 1     | 31    | 6        | .284  | .341     | .495     | .836  |
| 1986년      | 주니치      | 98    | 318   | 294   | 42    | 70    | 14      | 2       | 9     | 115   | 20    | 2     | 3        | 1        | 1        | 20    | 4    | 2     | 63    | 9        | .238  | .290     | .391     | .681  |
| 1987년      | 주니치      | 94    | 299   | 275   | 34    | 80    | 11      | 3       | 16    | 145   | 40    | 4     | 0        | 5        | 2        | 15    | 4    | 2     | 49    | 6        | .291  | .330     | .527     | .857  |
| 1988년      | 주니치      | 95    | 285   | 256   | 29    | 67    | 15      | 3       | 7     | 109   | 35    | 5     | 2        | 10       | 3        | 14    | 0    | 1     | 45    | 3        | .262  | .299     | .426     | .725  |
| 1989년      | 요미우리    | 87    | 271   | 237   | 22    | 54    | 6       | 2       | 5     | 79    | 27    | 6     | 2        | 6        | 4        | 23    | 10   | 1     | 41    | 9        | .228  | .294     | .333     | .628  |
| 1990년      | 요미우리    | 56    | 135   | 114   | 17    | 29    | 2       | 0       | 7     | 52    | 18    | 0     | 0        | 2        | 4        | 14    | 4    | 0     | 20    | 3        | .254  | .326     | .456     | .782  |
| 1991년      | 요미우리    | 31    | 59    | 53    | 5     | 14    | 2       | 1       | 1     | 21    | 5     | 1     | 2        | 0        | 0        | 3     | 0    | 3     | 10    | 3        | .264  | .339     | .396     | .735  |
| 1992년      | 요미우리    | 5     | 22    | 20    | 2     | 6     | 0       | 2       | 1     | 13    | 5     | 0     | 0        | 0        | 0        | 2     | 0    | 0     | 4     | 0        | .300  | .364     | .650     | 1.014 |
| 1992년      | 세이부      | 9     | 13    | 12    | 0     | 0     | 0       | 0       | 0     | 0     | 1     | 0     | 0        | 0        | 1        | 0     | 0    | 0     | 4     | 0        | .000  | .000     | .000     | .000  |
| '92 소계    | 세이부      | 14    | 35    | 32    | 2     | 6     | 0       | 2       | 1     | 13    | 6     | 0     | 0        | 0        | 1        | 2     | 0    | 0     | 8     | 0        | .188  | .229     | .406     | .635  |
| 1993년      | 세이부      | 30    | 34    | 32    | 3     | 8     | 2       | 0       | 1     | 13    | 4     | 1     | 0        | 0        | 0        | 1     | 0    | 1     | 8     | 1        | .250  | .294     | .406     | .700  |
| 통산 : 13년 | 통산 : 13년 | 980   | 2954  | 2653  | 340   | 699   | 106     | 19      | 109   | 1170  | 335   | 45    | 21       | 53       | 27       | 207   | 53   | 12    | 463   | 64       | .263  | .317     | .441     | .758  |

### 연도별 수비 성적
| 연도 | 경기 | 도루 시도 | 도루 허용 | 도루 실패 | 저지율 | 실책 |
| ---- | ---- | --------- | --------- | --------- | ------ | ---- |
| 1981 | 107  | 80        | 44        | 36        | .450   | 6    |
| 1982 | 119  | 98        | 56        | 42        | .429   | 8    |
| 1983 | 87   | 97        | 67        | 30        | .309   | 10   |
| 1984 | 68   | 37        | 20        | 17        | .459   | 4    |
| 1985 | 70   | 44        | 31        | 13        | .295   | 5    |
| 1986 | 97   | 43        | 30        | 13        | .302   | 5    |
| 1987 | 87   | 53        | 32        | 21        | .396   | 3    |
| 1989 | 86   | 62        | 41        | 21        | .339   | 2    |
| 1990 | 55   | 23        | 18        | 5         | .217   | 1    |
| 1991 | 27   | 17        | 15        | 2         | .118   | 1    |
| 1992 | 9    | 6         | 6         | 0         | .000   | 0    |
| 1993 | 13   | 2         | 1         | 1         | .500   | 0    |
| 통산 | 825  | 562       | 361       | 201       | .358   | 45   |